# Counterfeit e.p.
A Counterfeit e.p. a Depeche Mode szövegírójának és billentyűsének, Martin Lee Gore-nak az első szólólemeze.
A lemez 1989-ben lett kiadva, mialatt a Depeche Mode tagjai éppen külön utakon pihenték meg a Music for the Masses album turnéjának a fáradalmait – bandabeli társa, Alan Wilder is ekkor vette fel a Hydrology című albumot a Recoillal. A cím – Counterfeit (magyarul hamisítvány) arra utal, hogy a lemezen lévő számokat nem Gore írta.
Annak ellenére, hogy a cím tartalmazza az "e.p." (extended play – középlemez) megnevezést, a Mute Records készített neki katalógusszámot (STUMM67).
Franciaországban és Németországban az In a Manner of Speaking című szám ki lett adva kislemezen is.

## Számlista
CD (Mute / CDSTUMM67)
1. "Compulsion" – 5:26 (írta Joe Crow)
2. "In a Manner of Speaking" – 4:19 (írta Winston Tong, eredetileg felvette Tuxedomoon)
3. "Smile in the Crowd" – 5:02 (írta Vini Reilly, eredetileg felvette The Durutti Column)
4. "Gone" – 3:28 (írta Fellows/Glaisher/Peake/Bacon, eredetileg felvette Comsat Angels)
5. "Never Turn Your Back on Mother Earth" – 3:02 (írta Ron Mael, eredetileg felvette by Sparks)
6. "Motherless Child" – 2:48 (tradicionális)

## Készítők
- Hangmérnök Rico Conning
- Producer Martin L. Gore és Rico Conning
- Felvéve a Sam Therapy Studios-ban, Londonban

## Lásd még
- Counterfeit²